# Tupolev Tu-104
Vous lisez un « bon article » labellisé en 2021.
Dimensions
Le Tupolev Tu-104 (Camel dans la désignation OTAN) est le premier avion de ligne soviétique à réaction. Mis en service en 1956, il est le deuxième appareil de ce type à effectuer des transports civils réguliers, après le De Havilland Comet, opérationnel depuis 1952. Il s'agit d'un biréacteur court-courrier, dont la conception dérive directement d'un avion militaire, le bombardier stratégique Tu-16. Il constitue la première réalisation notable de l'URSS en matière d'avions civils.
Le Tu-104 est utilisé massivement sur le réseau intérieur de l'Union soviétique et dans une moindre mesure pour effectuer des liaisons vers l'Europe, y compris l'Europe de l'Ouest. Il est aussi utilisé pour quelques déplacements diplomatiques à l'époque de Nikita Khrouchtchev, ainsi que comme avion zéro-g.
Avion révolutionnaire, il se révèle cependant délicat à piloter, affichant le taux d'accidents le plus élevé de tous les avions soviétiques de l'époque. L'avion n'est produit que pendant cinq ans, rapidement dépassé par de nouveaux modèles plus fiables et dont la mise en œuvre est plus économique. Son influence sur l'industrie aéronautique soviétique est considérable, il inspire d'ailleurs assez largement la conception des avions de la génération suivante. Son successeur principal est le Tupolev Tu-154. Aeroflot retire ses derniers Tu-104 du service régulier en 1979. Quelques appareils volent encore pour des besoins militaires de liaison, jusqu'en 1981.

## Développement

### À l'origine du Tu-104: le bombardier Tu-16
Dans le contexte du début de la guerre froide, l'URSS lance une succession rapide de projets pour construire des bombardiers de plus en plus performants. Pour propulser les futurs bombardiers à réaction, le bureau Mikouline reçoit l'instruction, en 1948, de créer un turboréacteur largement plus puissant que tout ce qui existait jusque là. Ce réacteur est le AM-3, d'une poussée de 85 kN (il est à ce moment le plus puissant du monde). Techniquement assez simple, conçu avec l'assistance d'ingénieurs allemands prisonniers de guerre, ce réacteur est testé à partir de 1952. Sa durée de vie est graduellement améliorée.
Le Tupolev Tu-16, bombardier biréacteur doté de deux AM-3, fait son premier vol en 1952 et entre en service en 1954. Initialement, il est conçu pour une mission bien précise (mais jamais concrétisée) : transporter une bombe nucléaire à chute libre de 9 tonnes vers des cibles en Europe de l'Ouest. Le Tu-16 se montre cependant un avion polyvalent, capable de s'adapter à de nouvelles missions, comme le tir de missiles de croisière KS-1 Komet. Il connait une longue carrière, sa disponibilité en service s'étendant jusqu'en 1998 en Russie. Sa conception aérodynamique et structurelle est très avancée pour l'époque, avec des ailes en forte flèche à profil laminaire. En parallèle, est développé un bombardier beaucoup plus lourd, le Miassichtchev M-4, utilisant quatre AM-3, et d'un rayon d'action bien supérieur puisque destiné aux cibles en Amérique du Nord.

### Lancement du projet
L'appareil tire ses origines des premiers balbutiements de l'aviation civile à réaction. Le De Havilland Comet, premier avion de ligne à réaction du monde, était en effet entré en service en 1952. Le scepticisme initial, dû aux doutes sur la viabilité économique du jet et aux nombreux accidents de l'appareil britannique, se dissipe. En effet, l'idée selon laquelle le turboréacteur est l'avenir de l'aviation séduit de plus en plus dans les différentes sphères politiques et industrielles.
Avant même que le Tu-16 ne fasse son premier vol, Andreï Tupolev réfléchit à la possibilité de construire un appareil civil qui en serait dérivé, pour l'aviation de ligne. Tupolev envisage donc de greffer les ailes, le train d'atterrissage, les moteurs et l'empennage du Tu-16 sur un fuselage pressurisé conçu pour le transport de passagers. En parallèle, il étudie aussi la proposition de développer un avion de ligne utilisant le même réacteur (le choix de réacteurs soviétiques disponibles à cette date étant extrêmement limité), mais avec une cellule entièrement nouvelle, projet naturellement plus long et couteux,.
L'idée de remployer des éléments de bombardiers pour équiper un avion civil n'est alors pas neuve pour le bureau d'étude Tupolev : le Tupolev Tu-70 était déjà lui-même construit sur la base du Tupolev Tu-4 (copie du Boeing B-29 Superfortress) selon la même logique. Le long courrier turbopropulsé Tupolev Tu-114, développé presque en parallèle avec le Tu-104, fut quant à lui issu du bombardier stratégique Tupolev Tu-95. Le projet de Tupolev rencontre beaucoup d'opposition dans l'appareil politique soviétique, où beaucoup pensent qu'un avion de ligne à réaction est alors un projet prématuré. Tupolev parvient néanmoins à se faire entendre et le projet est officiellement lancé début 1954.
La plus grande difficulté pour Tupolev est de garantir la durée de vie de la cellule. En effet, l'avion s'annonçant d'emblée très gourmand en carburant, la durée de vie devait être importante pour qu'il ait une chance d'être utilisé dans des conditions économiques acceptables. L'objectif a été placé à 25 000 heures, ce qui représentait un défi, en particulier pour la conception du fuselage, sujet à des cycles de pressurisation. L'expérience disponible en URSS sur le sujet est encore limitée au début des années 1950. Bien sûr, le Tu-16 avait un cockpit pressurisé, comme d'autres bombardiers et chasseurs, mais les exigences en matière de durée de vie sont ici moindres, et les contraintes sont plus complexes pour un avion de ligne : le volume à pressuriser est bien plus grand, et la structure comporte des ouvertures (portes, hublots). Les Soviétiques ne disposent pas de moyens de simulation ou de test accélérés pour éprouver les effets de la fatigue des matériaux. Un programme de test sur la durée est mis en place, parallèlement à la production et à la mise en service de l'avion, prévoyant des améliorations continues sur les avions selon les résultats des essais.

Plan 3 vues du Tu-104.
Plan du Tu-16, pour comparaison.

Par la date de son premier vol (17 juin 1955), le Tu-104 est le quatrième avion de ligne à réaction du monde, ayant volé moins de trois semaines après la Caravelle française. Néanmoins, étant donné que Avro Jetliner canadien est resté un prototype sans suite, et que la Caravelle n'est entrée en service qu'en 1959, le Tu-104 est en fait le deuxième avion de la catégorie à effectuer des lignes régulières lorsqu'il entre en service en 1956.
La mise en service du Tu-104 demande cependant d'être accompagnée par des améliorations d'infrastructure. Le fait que l'avion soit le premier avion de ligne à réaction soviétique le rend largement incompatible avec le réseau d'aéroports civils, alors équipés et aménagés pour l'aviation civile propulsée par des moteurs à pistons et des turbopropulseurs. Plusieurs aéroports en URSS et dans les pays satellites sont alors modernisés, leurs pistes sont allongées pour pouvoir recevoir au plus tôt le Tu-104. Un Tu-16, désarmé, est utilisé sur des vols postaux, permettant aux pilotes soviétiques et aux équipes au sol de se familiariser avec la motorisation jet et ses exigences en matière de maintenance, de sécurité, et d'opérabilité. Des pilotes militaires expérimentés sur Tu-16 sont mutés à Aeroflot pour mener la formation et les débuts de l'exploitation de l'appareil. Le Tu-104 est la première réalisation notable de l'URSS en matière d'avions de ligne. Sa mise en service s'inscrit dans un contexte de forte augmentation du trafic intérieur soviétique, multiplié par cinq entre 1950 et 1960.

Les premiers avions de ligne à réaction (outre le Tu-104), et leur date de premier vol.
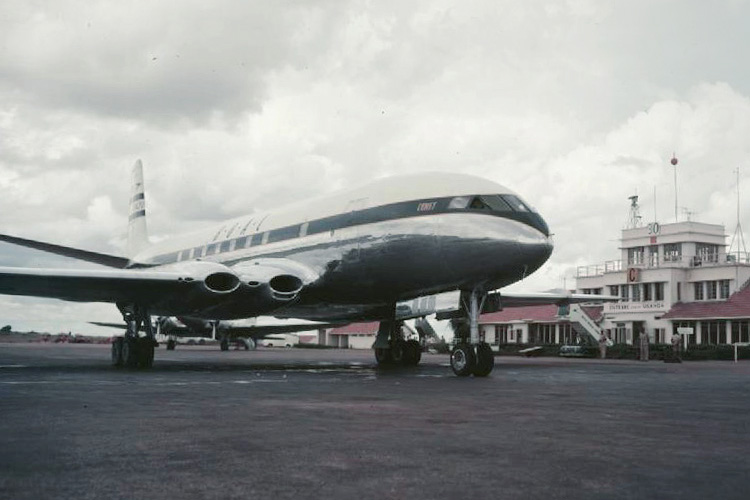
Le De Havilland Comet britannique (27 juillet 1949).
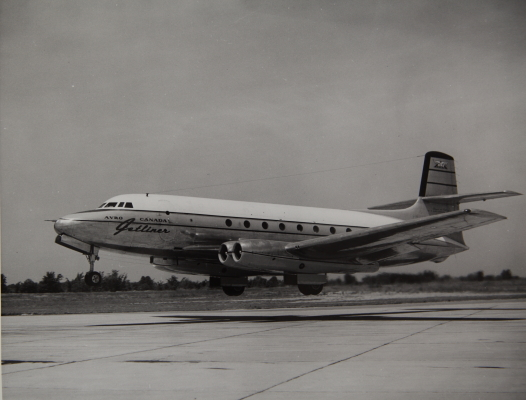
L'Avro Canada C-102 jetliner (10 août 1949).
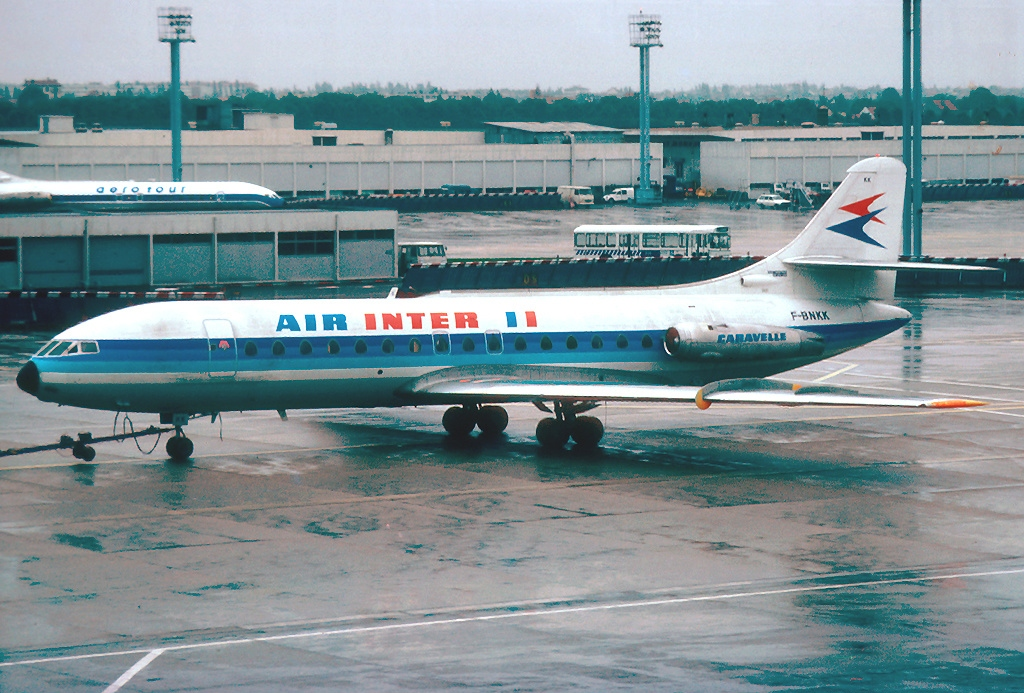
La Caravelle française (27 mai 1955).
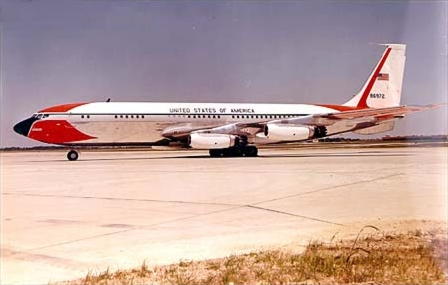
Le Boeing 707 américain (20 décembre 1957).

## Caractéristiques
S'il reprend nombre d'éléments structurels du Tu-16 dans sa conception générale (réacteurs, dérive, nacelles, train d'atterrissage, ainsi que l'essentiel de la voilure), le Tu-104 affiche néanmoins une silhouette très différente, les ailes étant situées en position basse sur un fuselage de bien plus grand diamètre pour l'accueil non pas d'un armement, mais de passagers.

### Conception générale
Comme pour le De Havilland Comet, les moteurs sont implantés dans des nacelles à la racine des ailes. Dans sa première version, l'avion peut accueillir 50 passagers dans un environnement très confortable, comprenant des compartiments de première classe. Pour tenter de rendre son exploitation rentable et de l'ouvrir à un public plus large, sa capacité d'emport est augmentée dans un second temps. Le fuselage est légèrement allongé (120 cm), donnant naissance à la version Tu-104B et l'aménagement devient graduellement plus dense, jusqu'à atteindre 115 passagers, avec cinq sièges par rangée.
Le fait de reprendre la conception aérodynamique, notamment la voilure, du bombardier, représentait des compromis à certains égards. En particulier, la flèche très forte de l'aile (37°) augmentait la longueur de piste nécessaire et dégradait la maniabilité à basse vitesse.

### Motorisation

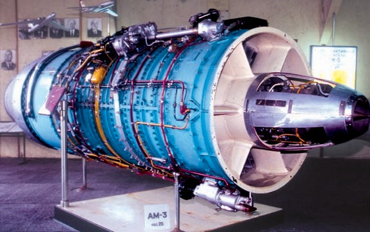
Moteur AM-3 en exposition.

Les réacteurs AM-3 à simple flux, de conception assez rudimentaire, sont puissants, mais ont une consommation spécifique élevée, même pour l'époque : en régime de croisière, 0,97 kg/kgf/h. La durée de vie de ce moteur, très réduite dans les premières versions (200 heures) a été ensuite améliorée, de même que l'intervalle de maintenance.

### Train d'atterrissage, parachutes de freinage
La conception du train d'atterrissage est très classique : le train principal comprend deux boggies dotés de quatre roues chacun, et le train du nez, qui tourne pour permettre de manœuvrer l'appareil au sol, comprend deux roues. Chaque jambe possède un amortisseur oléo-pneumatique. Le déploiement et la rétractation du train sont hydrauliques.
L'avion ne dispose pas d'inverseurs de poussée pour ralentir lors de l'atterrissage. Il utilise donc, en complément des freins du train et des aérofreins, des parachutes de freinage, une méthode habituellement réservée aux avions militaires, et présentant des risques en cas de vent latéral.

### Alimentation en carburant
Dans sa première version, le Tu-104 dispose de 31 réservoirs, d'une capacité totale de 24,5 tonnes, situés dans la voilure, à l'exception d'un à l'arrière du fuselage. Ce nombre passe à 36 sur le Tu-104A. Ces réservoirs ne sont pas structurels. Ils sont en caoutchouc, de type « vessie ». Des pompes électriques assurent le transfert de carburant vers les moteurs. En temps normal, les réservoirs de chaque côté de l'avion assurent l'alimentation du moteur correspondant, mais il est possible de transférer du carburant entre la gauche et la droite pour maintenir la répartition symétrique de masse en cas de problème (panne d'un moteur par exemple). Le type de carburant normalement utilisé est le T-1, spécification soviétique équivalent au Jet-A1. Une petite quantité d'essence est utilisée pour le démarrage,.

### Fuselage et cabine
Le fuselage est de construction semi-monocoque, il comprend 75 sections. Il est entièrement pressurisé, à l'exception de la pointe arrière où se trouvent des équipements comme le parachute de freinage. Dans sa conception, la leçon des accidents du de Havilland Comet a été prise en compte. Plusieurs Comet se sont désintégrés en vol, du fait de la fatigue de la structure exposée à des cycles de pressurisation plus rapides et intenses que sur les avions à hélice. Les angles des hublots carrés représentaient des concentrations de contraintes, point de départ de la formation de fissures. Le Tu-104 a donc reçu des hublots parfaitement circulaires, et une peau assez épaisse (1,5 mm).
Le plancher de la cabine n'est pas plat : la section centrale, entre les ailes, est surélevée, à cause de la place occupée par le caisson central de voilure. Cette contrainte est assez dommageable au confort d'aménagement de l'appareil et à la circulation à bord.
De l'air comprimé est prélevé sur les moteurs pour assurer les fonctions de pressurisation, ventilation, chauffage et climatisation. Une partie de l'air est injectée à 70 °C dans la partie basse de la cabine, une partie est refroidie à 10 °C et injectée par le plafond. La régulation du flux total permet de contrôler la pression, et le ratio des deux débits sert à ajuster la température.

### Avionique, systèmes de pilotage

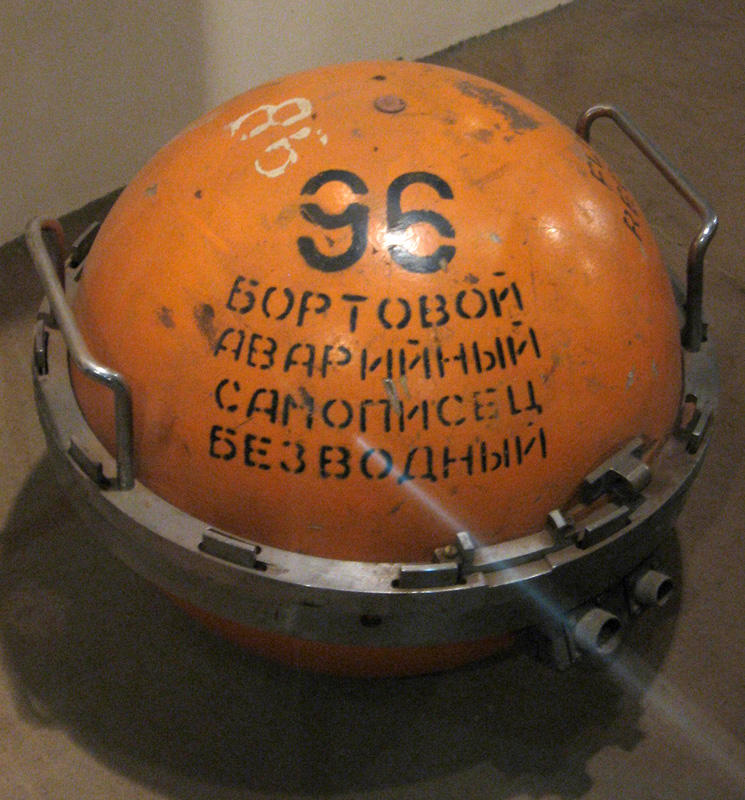
Le Tu-104, comme d'autres avions soviétiques de l'époque, utilise un enregistreur de vol МСРП-12-96.

L'équipage de cockpit comprend pas moins de 5 membres : un pilote, un copilote, un ingénieur de vol, un opérateur radio, et un navigateur. Comme dans beaucoup d'avions soviétiques de cette époque, ce dernier prend place dans un nez vitré, qui lui offre une vue panoramique pour se repérer. Cette caractéristique, tout comme la fonction même de navigateur, devint par la suite obsolète sur les générations d'avions suivantes, du fait du développement des technologies radar et des systèmes de navigation intégrés (pilotage automatique, ILS, positionnement par balises radio puis par satellite, etc.). Le nez vitré est maintenu sur les avions suivants de Tupolev (Tu-124, Tu-134) et finalement abandonné à partir du Tu-154 qui entre en service en 1972.
L'avionique est largement héritée du bombardier, ce qui permet au Tu-104 de disposer d'équipements alors inédits pour un avion de ligne soviétique : radar de navigation, pilote automatique, système d'atterrissage aux instruments notamment.

### Systèmes électriques, pneumatiques, et hydrauliques
Il y a deux réseaux électriques. Le réseau 28 V DC, pour lequel la carlingue de l'avion sert de masse, est alimenté par quatre génératrices actionnées par les réacteurs. Il comporte des batteries qui permettent, au besoin, un démarrage autonome de l'avion. Le réseau 115 V 400 Hz, sur lequel fonctionnent la plupart des instruments, est alimenté par deux onduleurs.
Le système pneumatique, régulé par quatre tambours de pression sphériques, est chargé du dégivrage (ailes, entrées d'air) et des quatre valves qui permettent de délester un excédent de carburant en cas d'atterrissage d'urgence. Le système hydraulique, dont les pompes sont actionnées directement par les réacteurs, est principalement utilisé pour actionner le train d'atterrissage. Les commandes de vol (ailerons, etc.) ne sont pas assistées.

## Versions
Cette section liste les versions produites en série, ou développées dans le but de l'être. Les versions crées par conversion d'appareils de série, pour des essais divers, sont mentionnées dans la partie utilisation. Plusieurs variantes de Tu-104 sont développées presque en parallèle, à la fin des années 1950 et au début des années 1960.

### Tupolev-104 et 104A
La première version de production, désignée simplement Tu-104, accueillait 50 passagers dans un confort étonnant. La partie arrière de la cabine accueillait des sièges de classe économique, en rangée de quatre. L'avant se composait de deux compartiments de première classe, et au centre se trouvait une petite cuisine. L'exploitation des premiers Tu-104 est très peu rentable : Aeroflot doit vendre les billets de classe économique au même prix que les chemins de fer soviétique, et l'avion est coûteux à exploiter (en carburant et en entretien). L'objectif d'augmenter la capacité et de réduire les couts d'exploitation se traduit très rapidement par le passage à la version Tu-104A, qui entre en production fin 1957. L'appareil est extérieurement identique, mais son aménagement passe à 70 passagers. Il y a désormais 5 sièges par rangée, et les compartiments de 1re classe sont remplacés par une deuxième cabine de classe économique pour 16 personnes. En outre, les réacteurs RD-3 sont remplacés par des RD-3M, légèrement plus puissants, et demandant des entretiens moins fréquents. 80 Tu-104A ont été produits.

### Tupolev-104B
C'est la principale version en termes de production, avec 95 exemplaires. Le prototype a volé en 1958. Extérieurement, il se distingue du Tu-104A par un fuselage allongé de 120 cm et une disposition modifiée des hublots. La capacité atteint 100 passagers. La section centrale de la cabine, surélevée à cause du caisson central de voilure, reçoit des passagers, mais sans emplacements pour les bagages au-dessus des sièges, du fait de la faible hauteur sous plafond. Les réacteurs sont encore améliorés, avec la version RD-3M-500.

### Version quadriréacteur
Dans le but de développer une version destinée à l'export, capable d'entreprendre des vols intercontinentaux (interdits, à l'époque, aux biréacteurs), le développement d'un dérivé quadriréacteur désigné Tu-110 est lancé en 1955 (donc avant même le premier vol du Tu-104). Pour pouvoir effectuer des vols au-dessus de la mer, l'avion reçoit quelques améliorations en matière de sécurité (en plus des quatre réacteurs), comme des masques prévus en cas de dépressurisation. Le premier Tu-110 est construit par modification profonde du deuxième prototype de Tu-104. Il y a désormais deux nacelles à la racine de chaque aile, comme sur le De Havilland Comet. En outre, l'avant du fuselage a été légèrement allongé. Les moteurs utilisés sont les Lyulka AL-7, conçus pour des chasseurs (notamment le Soukhoï Su-7), privés de leur dispositif de post-combustion. Pour le reste, l'appareil est largement identique au Tu-104 de première génération. Une version améliorée, le Tu-110B, est ensuite développée. Les AL-7 sont remplacés par des Soloviev D-20 à double flux (aussi utilisés sur le biréacteur Tu-124), plus efficaces. La production de série est lancée mais finalement abandonnée après trois exemplaires sortis d'usine. Les trois Tu-110 fabriqués n'entrent jamais en service commercial, et sont reconvertis dans les années suivantes pour servir de bancs d'essais volants,.

### Le projet Tu-104E
Le Tu-104E est une version améliorée utilisant le turboréacteur RD16-15. Ce réacteur, développé à Kazan par l'OKB-16, qui commence à supplanter Mikouline comme principal fournisseur de turboréacteurs en URSS, offre plus de puissance que le AM-3 (aussi appelé RD-3), et un meilleur rendement, même s'il reste à simple flux. Deux prototypes de Tu-104E sont produits fin 1959, par transformation de Tu-104 de série. Outre les nouveaux réacteurs et les nacelles correspondantes, le Tu-104E présente nombre d'améliorations liées aux premiers retours d'expérience de l'exploitation des versions précédentes. Les volets sont améliorés, le nez est modifié pour optimiser la visibilité à l'atterrissage, il y a deux points de ravitaillement au lieu d'un seul, les réservoirs dans la partie la plus externe des ailes deviennent structurels, etc. Les performances sont très améliorées : l'autonomie est accrue d'environ 1 000 km, et l'avion peut utiliser des pistes nettement plus courtes. Cependant, après tout un programme d'essai en vol, le projet Tu-104E est abandonné, car le Tu-154 est déjà en développement et s'annonce bien plus prometteur. Il a d'ailleurs largement repris les idées essayées sur le Tu-104E.

### Versions de transport militaire
L'utilisation du Tu-104 dans le transport militaire a été étudiée sur deux plans : d'un côté, préparer la conversion d'urgence des avions de ligne dans un rôle militaire en cas de conflit, de l'autre, le développement d'un dérivé pour le transport tactique. Pour le premier point, il concernait pratiquement tous les avions civils soviétiques. En cas de conflit, les Tu-104A et B pouvaient rapidement devenir des Tu-104A-TS et B-TS affectés au transport de troupes et à l'évacuation des blessés. Il s'agissait en fait d'un réaménagement de la cabine, avec des civières et les équipements nécessaires au transport de blessés, comme les bouteilles d'oxygène, et le matériel de stérilisation de l'eau. Cette conversion a été expérimentée, et, pour chaque avion de ligne produit, un kit de transformation était disponible, pour que tout le parc puisse être transformé rapidement.
La version désignée Tupolev Tu-107, elle, concerne un dérivé militaire dédié, avec des modifications importantes de la cellule, dont le but était de servir d'appareil de transport tactique. Il est doté d'une rampe d'accès à l'arrière, ce qui implique des modifications de la structure. Envisagé comme avion cargo, ou comme appareil servant au déploiement de parachutistes, sa cabine n'était pas pressurisée, imposant aux troupes aéroportées le port de masques à oxygène pendant le vol. En plus de la rampe arrière, il reçoit d'autres modifications : une tourelle arrière avec deux canons de 23 mm pour l'autodéfense (dans la tradition des avions-cargos militaires soviétiques), un poste supplémentaire dans le cockpit pour l'opérateur de ladite tourelle, des instruments de visée et un calculateur électronique pour calculer le moment de largage des parachutistes, etc. Le cockpit reste bien sûr pressurisé, de même qu'un petit compartiment à l'avant (permettant d’accueillir l'équipage des véhicules transportés), une cloison résistant à la pression sépare donc l'avant du fuselage du reste. L'avion peut, par exemple, transporter 70 parachutistes et leurs armes, ou cinq véhicules GAZ-69. Les essais en vol du Tu-107 sont satisfaisants, mais il n'est pas produit en série, notamment parce que l'Antonov An-12 s'est révélé bien plus adapté aux missions tactiques,.

## Utilisation
Les 203 appareils produits ont pratiquement tous été versés à Aeroflot. Outre ce principal acquéreur, six avions furent livrés à Československé státní aerolinie, compagnie d'état tchécoslovaque, auxquels il faut ajouter les prototypes, les bancs d'essais volants, et quelques avions livrés à l'armée soviétique et à la marine soviétique pour des besoins de liaison.

### Un avion capital pour Aeroflot

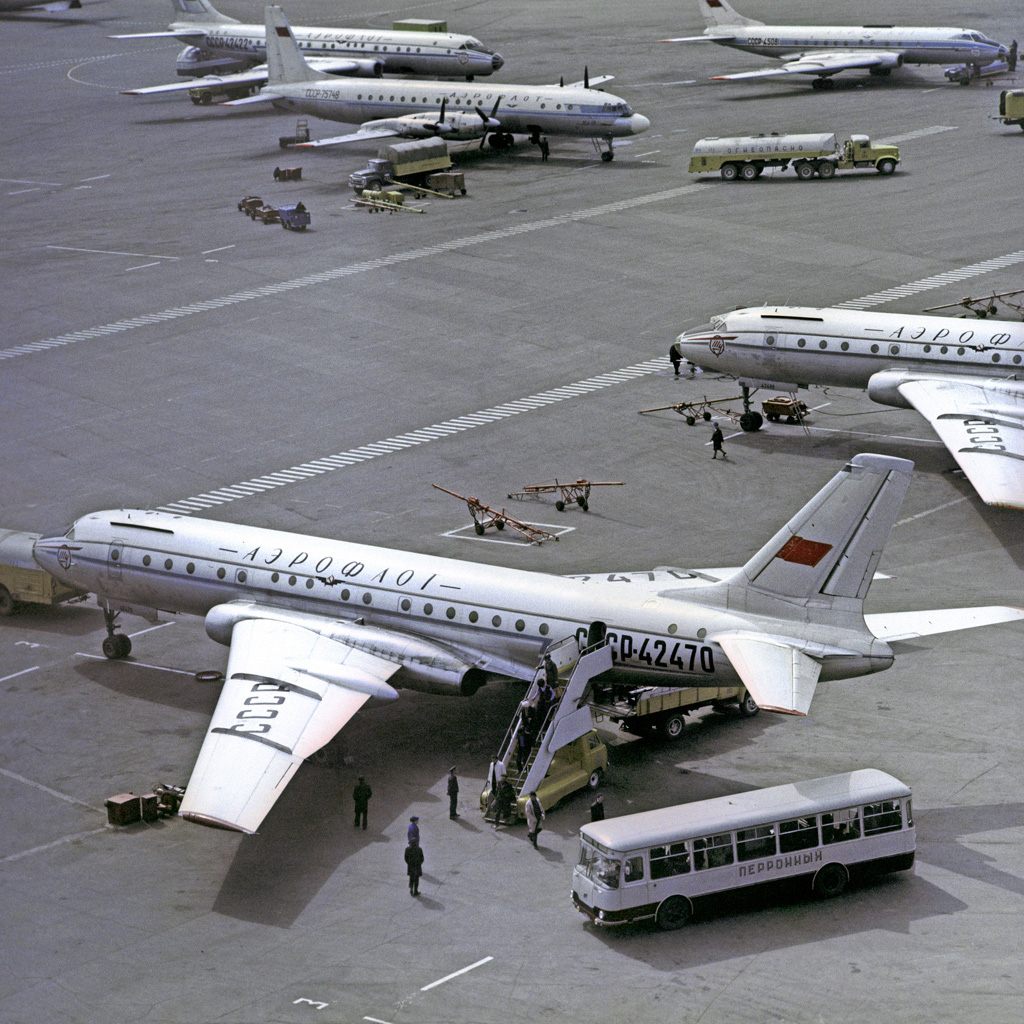
Embarquement à Vnoukovo, 1971.

Aeroflot a commencé à prendre livraison de Tupolev-104 au printemps 1956. Le premier vol régulier a lieu le 15 septembre 1956, sur la ligne reliant Moscou à Irkoutsk. De façon remarquable, ce premier vol régulier a eu lieu seulement quinze mois après le décollage du prototype. Le fait que l'appareil soit conçu à partir d'un avion militaire existant explique en partie ce délai très court.
Aeroflot déploie ces avions sur les grandes lignes intérieures soviétiques, apportant une amélioration spectaculaire par rapport aux petits avions à pistons (principalement des Il-14), que ce soit en temps de trajet, en capacité ou en confort. À titre d'exemple, en octobre 1958 les Tu-104 prennent la relève des Il-14 sur la ligne reliant Moscou à Almaty, et le temps de parcours (avec escale) passe de 17 à 6 heures.
Cette période correspond à un très fort développement du transport aérien en URSS : le nombre de passagers transportés par Aeroflot, évalué à 2,5 millions en 1955, augmente d'année en année, jusqu'à atteindre 27 millions en 1962. Cette croissance est permise par la mise en service de nouveaux avions, dont le Tu-104, mais aussi les modèles turbopropulsés Antonov An-8, Antonov An-10 et Iliouchine Il-18. Dans les années 1960, Aeroflot est le plus grand transporteur aérien au monde.

### Fleuron soviétique
En 1954, à la suite d'une série d'accidents, le De Havilland Comet est retiré du service. Le Tu-104 devient, pendant deux ans, le seul avion de ligne à réaction opérationnel dans le monde. Nikita Khrouchtchev profita de cette situation pour faire forte impression et narguer les Britanniques en utilisant trois Tu-104 pour effectuer une visite officielle à Londres en mars 1956. Les Occidentaux (en réalité le grand public, les services de renseignement en connaissent déjà l'existence) découvrent alors cet appareil aux performances surprenantes. Le Tupolev est alors présenté comme un tour de force soviétique, un outil politique et un instrument de propagande, s'inscrivant dans la doctrine des années Khrouchtchev : utiliser la supériorité technologique comme démonstration de l'excellence du socialisme.
Néanmoins, le prestige du Tu-104 est d'assez courte durée. Rapidement son image est dégradée par le taux d'accidents, l'entretien couteux, et les mauvaises conditions économiques d'exploitation. D'ailleurs, il ne remporte qu'une petite commande à l'export, alors que ses contemporains soviétiques à turbopropulseurs, le Iliouchine Il-18 et le Antonov An-10, se sont mieux vendus,.

### Les avions tchécoslovaques

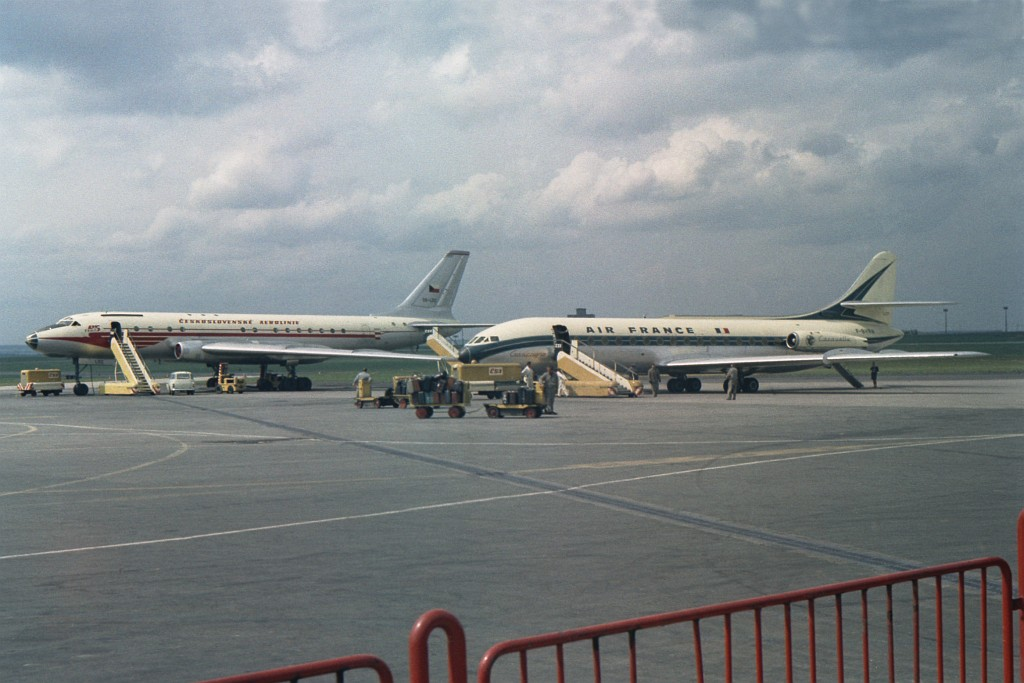
Tu-104 de ČSA et Caravelle d'Air France à l'aéroport de Prague, en 1968.

Bien que proposé à un prix très bas, le Tu-104 n'a trouvé qu'un seul client à l'export, dans le bloc de l'Est : il s'agit de la compagnie nationale tchécoslovaque ČSA, qui a fait l'acquisition de six Tu-104A, première version de série. Ces appareils entrent en service en 1957. La ligne Moscou-Prague assurée par ČSA devient, cette année-là, la première ligne aérienne au monde à être assurée exclusivement par des avions à réaction.

### Avion zéro-g
Deux Tu-104A ont été modifiés, sous la désignation Tu-104AK, et utilisés pour des vols paraboliques pour l'entrainement en impesanteur des cosmonautes, et des expériences scientifiques nécessitant l’apesanteur. Les vols paraboliques permettaient de créer des conditions zéro-g pendant environ 15 secondes à bord de l'appareil. C'est par exemple à bord d'un Tu-104AK que Alexeï Leonov s'est entraîné à ouvrir en impesanteur l'écoutille du vaisseau Voskhod. Des vols paraboliques ont aussi été utilisés pour simuler la gravité réduite de la Lune, afin de valider la capacité du rover Lunokhod 1 à se déplacer dans ces conditions.
Ces avions ont été utilisés pendant presque deux décennies, à partir de 1960. Ensuite, leur mission a été reprise par un appareil nettement plus grand, l'Iliouchine Il-76, et les Tu-104AK ont été retirés du service en 1979,.

### Essais techniques et scientifiques
Dans la deuxième moitié des années 1960, deux cellules de Tu-104 (dont un des prototypes quadriréacteur dénommé Tu-110) sont utilisées comme bancs d'essais volants pour tester le radar du MiG-23 alors en développement, ainsi que le missile air-air R-23 associé.
Un autre avion, de type Tu-104A, est modifié et utilisé, au cours des années 1960, dans le cadre de programmes de recherche météorologique. Sa désignation est « tsiklon ». Il possède des instruments destinés à la mesure des phénomènes en jeu dans la formation des nuages, et sert, entre autres, à des expériences de pluie artificielle,. Un autre Tu-104 est utilisé pour effectuer des observations astronomiques pendant l'éclipse solaire du 15 février 1961, à cette occasion l'avion suit la trace au sol de l’éclipse pour réaliser des clichés astronomiques à long temps de pose de la Couronne solaire. C'est également un Tu-104 qui a servi d'avion d'accompagnement de relais radio pour les premiers essais du Tupolev Tu-144.
Il faut aussi mentionner les appareils modifiés spécifiquement pour l'entraînement d'équipage militaires. Le Tu-104Sh-1 est ainsi une conversion pour la formation des équipages du Tu-16K-10, version du Tu-16 destinée au tir de missiles antinavires. Le Tu-104Sh-2 est un programme similaire pour la formation des équipages du Tu-22M, son nez est profondément modifié, abritant le radar de ce bombardier (le dôme vitré du Tu-104 disparaît donc sur cette version).

### Records
Le Tu-104 a été utilisé pour établir des records validés par la Fédération aéronautique internationale. En septembre 1957, l'avion établit plusieurs records dans la catégorie des avions terrestres à réaction, notamment le record d'altitude avec 20 tonnes de charge, en montant à 11 221 m et le record de vitesse sur un circuit fermé de 2 000 km, avec une charge de 2 tonnes, à 897,5 km/h.
Les records ci-dessus sont établis avec un Tu-104A de série. Ils sont ensuite améliorés, en août 1959, avec un Tu-104B, lequel établit un record d'altitude avec 25 tonnes de charge avec 12 896 m. En 1960, un Tu-104B est modifié, sous la désignation Tu-104E, pour établir un record de vitesse sur un circuit fermé de 2 000 km avec 15 tonnes de charge, avec une performance de 959,95 km/h,.

## Un taux d'accidents élevé

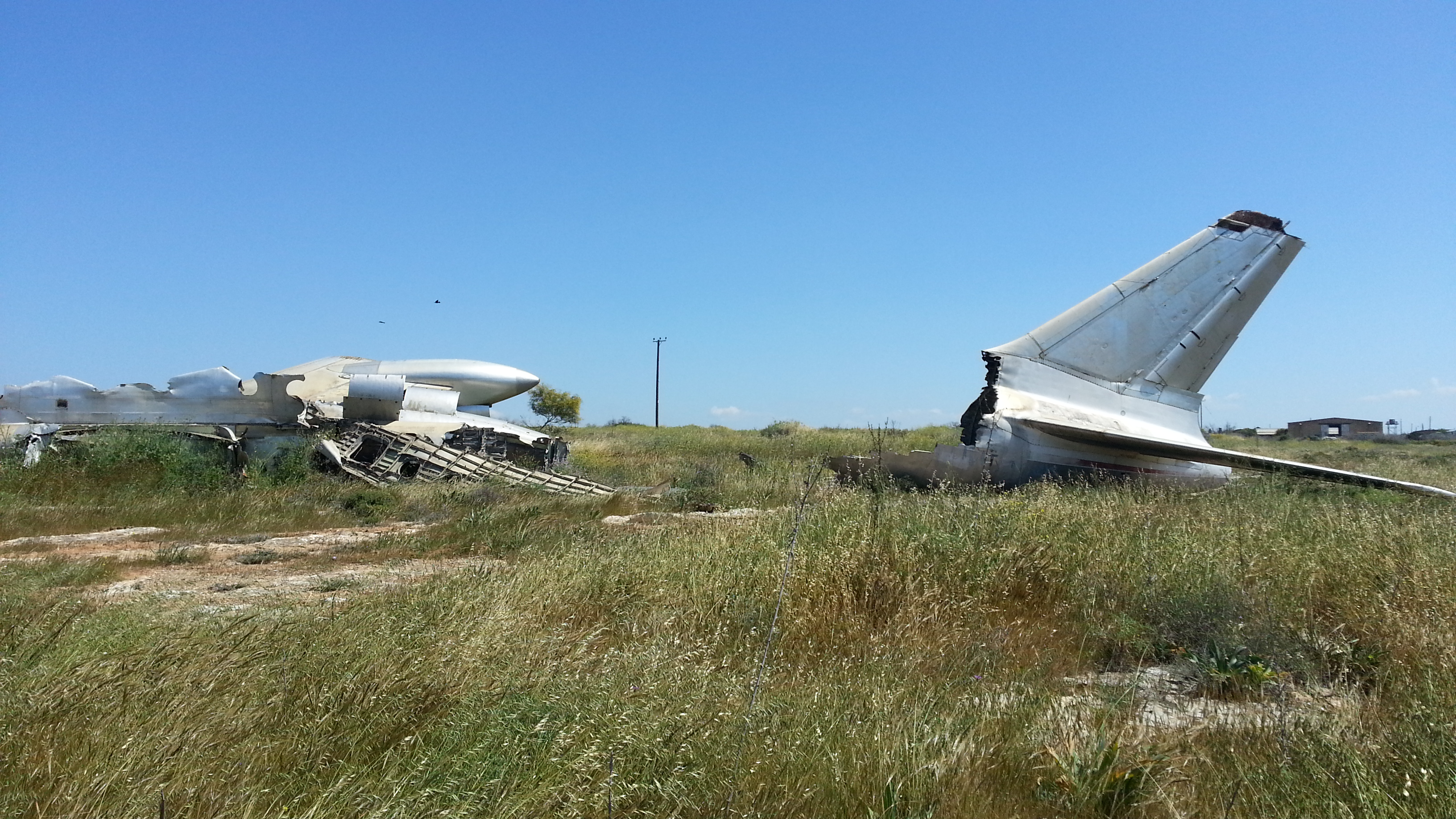
Appareil tchécoslovaque qui s'est écrasé à Nicosie en 1973.

Sur les 201 Tu-104 construits, 37 appareils ont été perdus dans des accidents aériens, causant la mort de 1 137 personnes. Ces chiffres font du Tupolev 104 l'aéronef le plus dangereux de l'histoire de l'aéronautique soviétique.
Du fait de sa configuration aérodynamique, et en particulier de la flèche très forte de son aile, héritée directement du bombardier, le Tu-104 présente une vitesse de décrochage élevée et une très mauvaise manœuvrabilité à faible vitesse. Le constructeur recommandait une vitesse d'approche à l'atterrissage d'environ 290 km/h, vitesse très élevée (surtout pour des équipages encore habitués à des avions à aile droite et moteur à pistons), et la plupart des pilotes pratiquaient des vitesses d'approches encore supérieures, effrayés par les nombreux cas d'accidents dus au décrochage et au roulis hollandais.
En 1981, un Tu-104 s'écrase au décollage de l'aéroport de Puskin, dans l'oblast de Léningrad, tuant ses 50 occupants dont un grand nombre d'officiers supérieurs (16 amiraux et généraux, dont le commandant en chef de la Flotte du Pacifique). Après cet accident, les Tu-104 sont totalement retirés du service opérationnel.
| date                 | lieu                                            | avion concerné                   | service                                                | notes | sources |
| -------------------- | ----------------------------------------------- | -------------------------------- | ------------------------------------------------------ | --- | ------- |
| 19 février 1958      | Base de Savasleika                              | Tu-104, CCCP-L5414               | Vol de convoyage                                       | Dérouté à cause de la météo, panne de carburant. Atterrissage forcé, avion irréparable mais aucune victime.                                                | [ 51 ]  |
| 15 août 1958         | Près de Khabarovsk                              | Tu-104A, CCCP-L5442              | Vol régulier Aeroflot                                  | Accident lié à la météo, 64 victimes, aucun survivant | [ 52 ]  |
| 17 octobre 1958      | Près de Kanach                                  | Tu-104A, CCCP-42362              | Diplomatique (délégations chinoises et nord-coréennes) | Le contrôle de l'avion a été perdu à cause de courants atmosphériques violents. 80 morts, aucun survivant.                                                 | [ 53 ]  |
| 20 octobre 1960      | Près de Oust-Ordynski                           | Tu-104A, CCCP-42452              | Vol régulier Aeroflot                                  | Sortie de piste à l'atterrissage, trois morts. | [ 54 ]  |
| 1er février 1961     | Aéroport international de Vladivostok           | Tu-104A, CCCP-42357              | Vol régulier Aeroflot                                  | Atterrissage trop long. Avion irréparable, mais aucune victime.                                                                                            | [ 55 ]  |
| 16 mars 1961         | Près de Iekaterinbourg                          | Tu-104B, CCCP-42438              | Vol régulier Aeroflot                                  | À la suite d'une panne moteur, l'équipage tente un atterrissage d'urgence sur un lac gelé, l'avion finit par percuter la rive. 5 morts                     | [ 56 ]  |
| 10 juillet 1961      | Aéroport international d'Odessa                 | Tu-104B, CCCP-42447              | Vol régulier Aeroflot                                  | L'avion perd de l'altitude trop vite pendant l'approche, à cause des courants atmosphériques. Il percute un paratonnerre. Un mort.                         | [ 57 ]  |
| 17 septembre 1961    | Aéroport international de Tachkent              | Tu-104A, CCCP-42388              | inconnue                                               | Atterrissage brutal, avion très endommagé, pas de victime.                                                                                                 | [ 58 ]  |
| 2 novembre 1961      | Près de l'aéroport international de Vladivostok | Tu-104B, CCCP-42504              | Vol régulier Aeroflot                                  | Percute une antenne et doit faire un atterrissage d'urgence. Avion irréparable, mais aucune victime.                                                       | [ 59 ]  |
| 4 juin 1962          | Près de Sofia, Bulgarie                         | Tu-104B, CCCP-42491              | Vol cargo                                              | Panne d'un moteur peu après le décollage. Tente de revenir en arrière et s'écrase sur une montagne. Cinq morts (équipage)                                  | [ 60 ]  |
| 30 juin 1962         | Kraï de Krasnoïarsk                             | Tu-104A, CCCP-42370              | Vol régulier Aeroflot                                  | Touché accidentalement par un missile sol-air d'un exercice militaire. 84 morts, aucun survivant.                                                          | [ 61 ]  |
| 3 septembre 1962     | Près de Khabarovsk                              | Tu-104A, CCCP-42366              | Vol régulier Aeroflot                                  | Le contrôle de l'avion est perdu pendant la montée pour une raison non identifiée. 86 morts, aucun survivant.                                              | [ 62 ]  |
| 25 octobre 1962      | Aéroport de Moscou-Cheremetievo                 | Tu-104B, CCCP-42495              | Vol d'essai après révision                             | Contrôle perdu juste après le décollage, à cause d'une erreur de connexion sur les contrôles des volets.                                                   | [ 63 ]  |
| 18 mai 1963          | Près de Léningrad                               | Tu-104B, CCCP-42483              | Vol régulier Aeroflot                                  | Décroche durant l'approche, atterrissage très brutal mais aucune victime. Avion irréparable.                                                               | [ 64 ]  |
| 13 juillet 1963      | Aéroport international d'Irkoutsk               | Tu-104B, CCCP-42492              | Vol régulier Aeroflot (retour de Chine)                | Descente trop rapide à la suite d'une défaillance des instruments de bord. 33 morts, 2 survivants.                                                         | [ 65 ]  |
| 16 août 1963         | Aéroport international Chhatrapati-Shivaji      | Tu-104A, OK-LDB (Tchécoslovaque) | Au sol                                                 | L'avion est détruit par un incendie pendant le ravitaillement en carburant.                                                                                | [ 66 ]  |
| 9 juin 1964          | Aéroport de Novossibirsk-Tolmatchevo            | Tu-104B, CCCP-42476              | Vol régulier d'Aeroflot                                | Sortie de piste à l'atterrissage, pas de victime. | [ 67 ]  |
| 28 avril 1969        | Aéroport international d'Irkoutsk               | Tu-104B, CCCP-42436              | Vol régulier d'Aeroflot                                | Touche le sol avant la piste, pas de victime. | [ 68 ]  |
| 1er juin 1970        | Près de l'aéroport international de Tripoli     | Tu-104, OK-NDD (Tchécoslovaque)  | Vol régulier CSA                                       | Echec de l'atterrissage. 13 morts, aucun survivant. | [ 69 ]  |
| 25 juillet 1971      | Aéroport international d'Irkoutsk               | Tu-104B, CCCP-42405              | Vol régulier d'Aeroflot                                | Atterrissage avant la piste, l'avion heurte un obstacle et prend feu. 97 morts, 29 survivants.                                                             | [ 70 ]  |
| 10 octobre 1971      | Près de l'aéroport international de Vnoukovo    | Tu-104B, CCCP-42490              | Vol régulier d'Aeroflot                                | Acte criminel : avion détruit par une bombe. 25 morts, aucun survivant.                                                                                    | [ 71 ]  |
| 19 mars 1972         | Aéroport d'Omsk                                 | Tu-104B, CCCP-424+08             | Inconnu                                                | Atterrissage difficile, avion très endommagé, mais pas de victime.                                                                                         | [ 72 ]  |
| 23 avril 1973        | Près de l'aéroport de Poulkovo                  | Tu-104B, CCCP-42505              | Vol régulier Aeroflot                                  | Tentative de détournement, le pirate de l'air utilise une bombe. Deux morts dont le pirate.                                                                | [ 73 ]  |
| 18 mai 1973          | Près de Tchita                                  | Tu-104B, CCCP-42379              | Vol régulier d'Aeroflot                                | Tentative de détournement, avion détruit par une bombe. 81 morts, aucun survivant.                                                                         | [ 74 ]  |
| 29 août 1973         | Approche de Nicosie, Chypre                     | Tu-104A, OK-MDE (Tchécoslovaque) | Vol régulier CSA                                       | Sortie de piste à l'atterrissage. L'avion prend feu mais peut être évacué, pas de victimes.                                                                | [ 75 ]  |
| 30 septembre 1973    | Aéroport Koltsovo, Iekaterinbourg               | Tu-104B, CCCP-42506              | Vol régulier Aeroflot                                  | Perte de contrôle peu après le décollage à la suite d'une panne d’instruments. 108 morts, aucun survivant.                                                 | [ 76 ]  |
| 13 octobre 1973      | Approche de l'aéroport de Moscou-Domodedovo     | Tu-104B, CCCP-42486              | Vol régulier Aeroflot                                  | Perte de contrôle à la suite d'une panne électrique. 122 morts, aucun survivant.                                                                           | [ 77 ]  |
| 7 décembre 1973      | Aéroport de Moscou-Domodedovo                   | Tu-104B, CCCP-42503              | Vol régulier Aeroflot                                  | Mauvais atterrissage, l'aile touche le sol. L'avion prend feu, 16 morts sur les 75 occupants                                                               | [ 78 ]  |
| 5 novembre 1974      | Tchita                                          | Tu-104B, CCCP-42501              | Vol régulier Aeroflot                                  | Sortie de piste à l'atterrissage, avion irréparable mais pas de victimes.                                                                                  | [ 79 ]  |
| 30 août 1975         | Aéroport de Novossibirsk-Tolmatchevo            | Tu-104B, CCCP-42472              | Vol régulier Aeroflot                                  | Atterrissage brutal, train cassé. Avion irréparable mais pas de victimes.                                                                                  | [ 80 ]  |
| 9 février 1976       | Aéroport international d'Irkoutsk               | Tu-104A, CCCP-42327              | Vol régulier Aeroflot                                  | Perte de contrôle après le décollage, écrasement. 24 morts sur 115 occupants.                                                                              | [ 81 ]  |
| 17 juillet 1976      | Tchita                                          | Tu-104A, CCCP-42335              | Vol régulier Aeroflot                                  | L'avion, surchargé, ne parvient pas à décoller avec une vitesse surffisante. Pas de mort, 4 blessés.                                                       | [ 82 ]  |
| 28 novembre 1976     | Oblast de Smolensk                              | Tu-104B, CCCP-42471              | Vol régulier Aeroflot                                  | Perte de contrôle à la suite d'une panne d'instruments. 76 morts, aucun survivant.                                                                         | [ 83 ]  |
| 1976 (date inconnue) | Approche de l'aéroport de Kiev-Boryspil         | Tu-104A, CCCP-42371              | Vol régulier Aerfolot                                  | Atterrissage brutal, pas de victimes. | [ 84 ]  |
| 13 janvier 1977      | Près de l'aéroport international d'Almaty       | Tu-104B, CCCP-42369              | Vol régulier Aeroflot                                  | Incendie à bord, l'équipage et les passagers sont tués par le monoxyde de carbone, l'avion s'écrase. 90 morts, aucun survivant                             | [ 85 ]  |
| 17 mars 1979         | Près de l'aéroport international de Vnoukovo    | Tu-104B, CCCP-42444              | Vol régulier Aeroflot                                  | Un moteur prend feu peu après le décollage. Tentative de retour à l'aéroport, Atterrissage très brutal, l'avion prend feu. 58 morts sur les 119 occupants. | [ 86 ]  |
| 7 février 1981       | Près de Léningrad                               | Tu-104A, CCCP-42332              | Vol de liaison, marine soviétique                      | Perte de contrôle après le décollage, dû principalement à un mauvais chargement de l'avion. Décime l'état-major de la marine soviétique.                   | [ 87 ]  |

## Postérité

### Exemplaires conservés

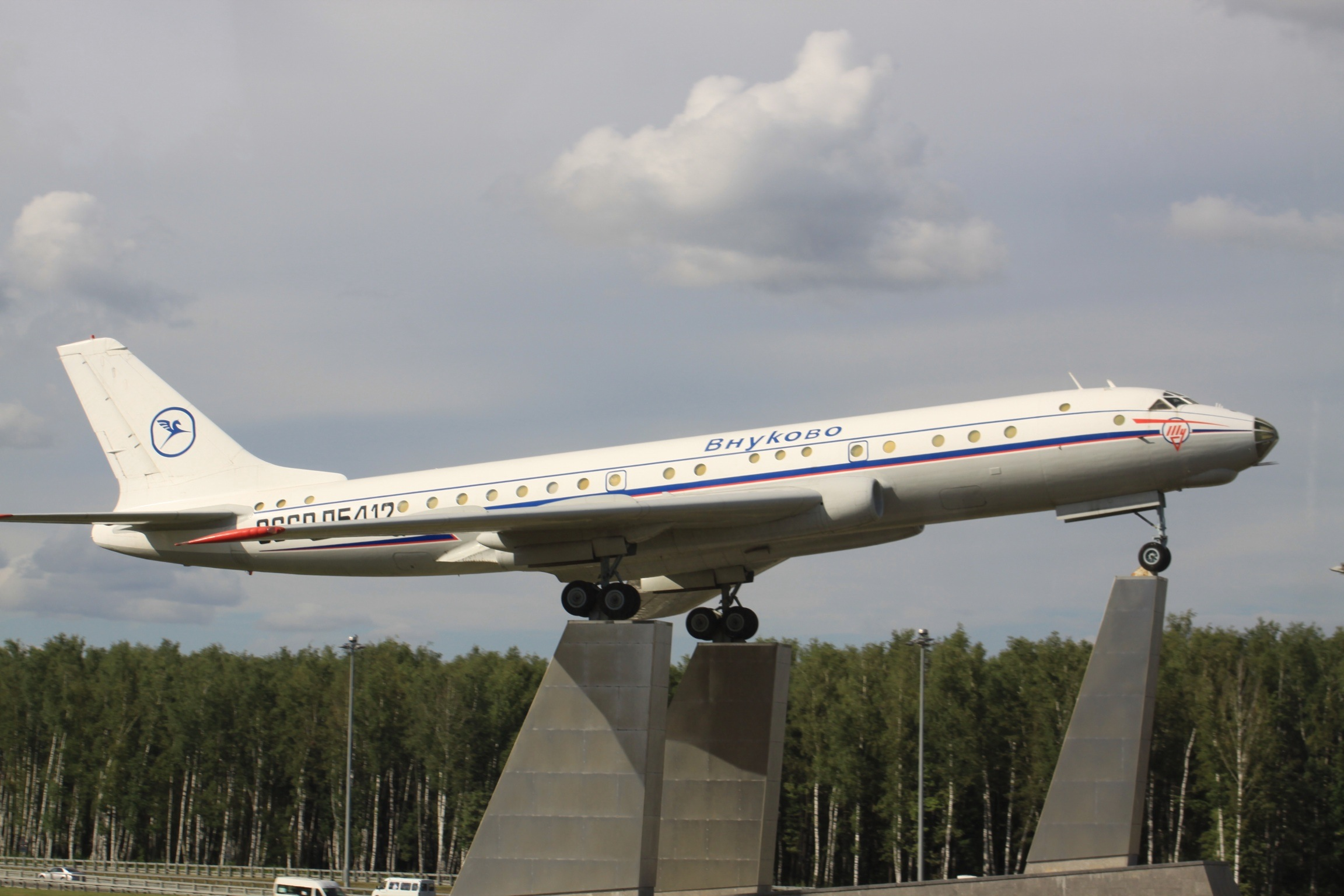
CCCP-L5412, à Vnoukovo.

Un Tu-104 est exposé à proximité immédiate de l'Aéroport international de Vnoukovo, sur des piédestaux. Un autre exemplaire, lui aussi transformé en monument (exposé de façon permanente en plein air), se trouve à Rybinsk, en centre-ville.
Un Tupolev 104 venant d'Aeroflot est conservé au Musée de l'aviation d'Oulianovsk, un autre en Ukraine au Musée national de l'aviation de Kiev. On peut aussi observer un ancien appareil de la compagnie CSA, avec sa livrée rouge et blanche, au musée de l'aviation de Prague-Kbely.
Outre ces exemplaires exposés et dûment entretenus, des Tu-104 sont à l'abandon dans des aérodromes civils et militaires. Un avion qui était ainsi oublié dans un aérodrome de Novossibirsk a été restauré sur son temps libre par la mathématicienne Maria Karmanova, aidée de quelques autres passionnés.

### Avions suivants

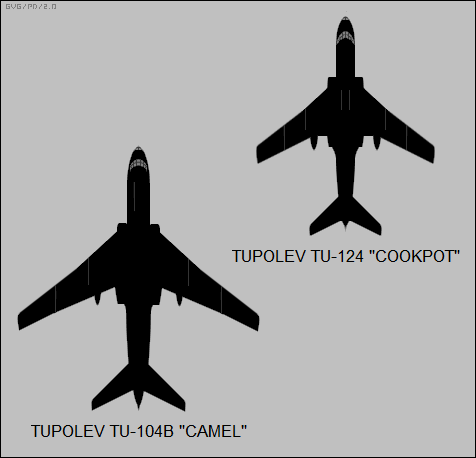
Comparaison des Tupolev 104 et 124.

Étant le premier jet de ligne soviétique, le Tu-104 a influencé la conception des avions des générations suivantes. Le court-courrier Tupolev Tu-124 a été développé dans le but de remplacer l'Antonov An-24 turbopropulsé. Il ressemble à une version réduite du Tu-104, à l'échelle 75 % environ. Il est cependant plus avancé à certains égards, notamment parce qu'il possède des réacteurs à double flux, d'un bien meilleur rendement. La cabine est conçue pour assoir quatre passagers de front, contre cinq sur le Tu-104.
Le Tupolev Tu-134 est lui-même un dérivé du 124, dont il reprend la section de fuselage et l'essentiel de la voilure. Cependant les réacteurs sont placés à l'arrière, changement qui entraîne à son tour d'autres modifications (nouveau caisson central de voilure, empennage en T, etc.). Cette évolution, imitant la Caravelle et le DC-9, vise principalement à réduire le bruit dans la cabine, elle aurait été réclamée par Khrouchtchev en personne, impressionné par le silence à bord de la Caravelle qu'il avait eu l'occasion d'emprunter pour un vol de démonstration pendant sa visite en France en 1960,.
Le Tu-104 est remplacé, pour l'essentiel, par le Tupolev Tu-154. Ce triréacteur, en service à partir de 1972, présente des similitudes avec les Tupolev précédents, mais a été conçu à partir d'une feuille blanche comme avion civil, il n'a plus aucun élément hérité d'un ancêtre militaire. Les projets étudiés par Tupolev au cours des années 1960 montrent cependant qu'il y a eu une continuité entre le Tu-104 et le Tu-154. La transition est marquée par un projet Tu-104D qui, contrairement à ce que la désignation peut laisser penser, est déjà un appareil très différent. Les réacteurs envisagés sont trois NK-8 à double flux, montés à l'arrière (un de chaque côté et un dans la queue), ce qui implique bien sur des modifications considérables à la structure. Le fuselage et la voilure restent directement dérivés du Tu-104. Néanmoins, l'avion n'offrait pas assez de capacité pour les besoins d'Aeroflot. Il est alors décidé d'augmenter le diamètre du fuselage, pour installer confortablement six passagers de front et avoir un plancher plat sur toute la longueur de la cabine. L'avion n'a plus rien de commun avec le Tu-104 et devient le Tu-154.

### Philatélie
Plusieurs timbres émis par les postes soviétiques représentent le Tu-104.

Tupolev Tu-104
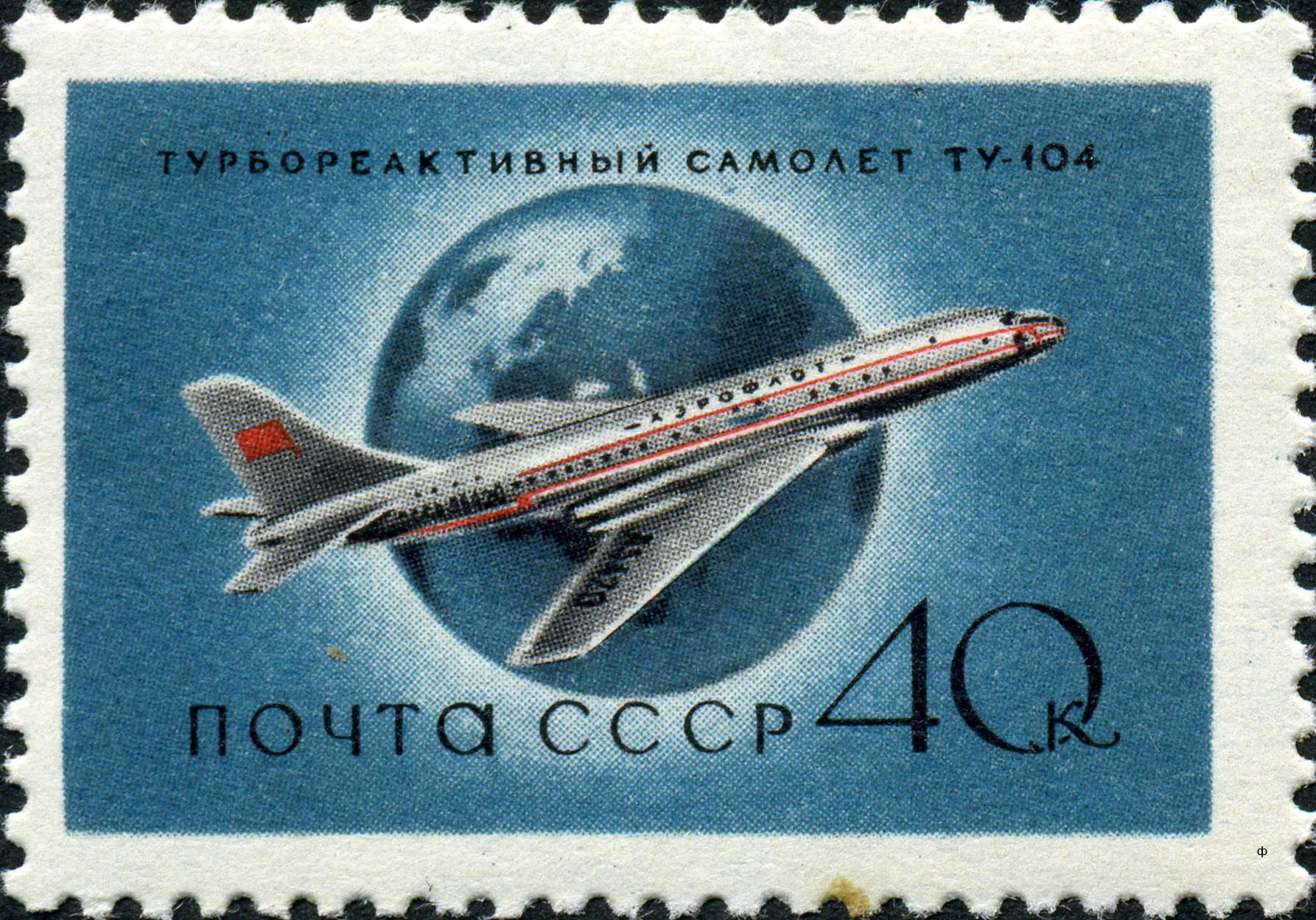
40 kopecks, 1958
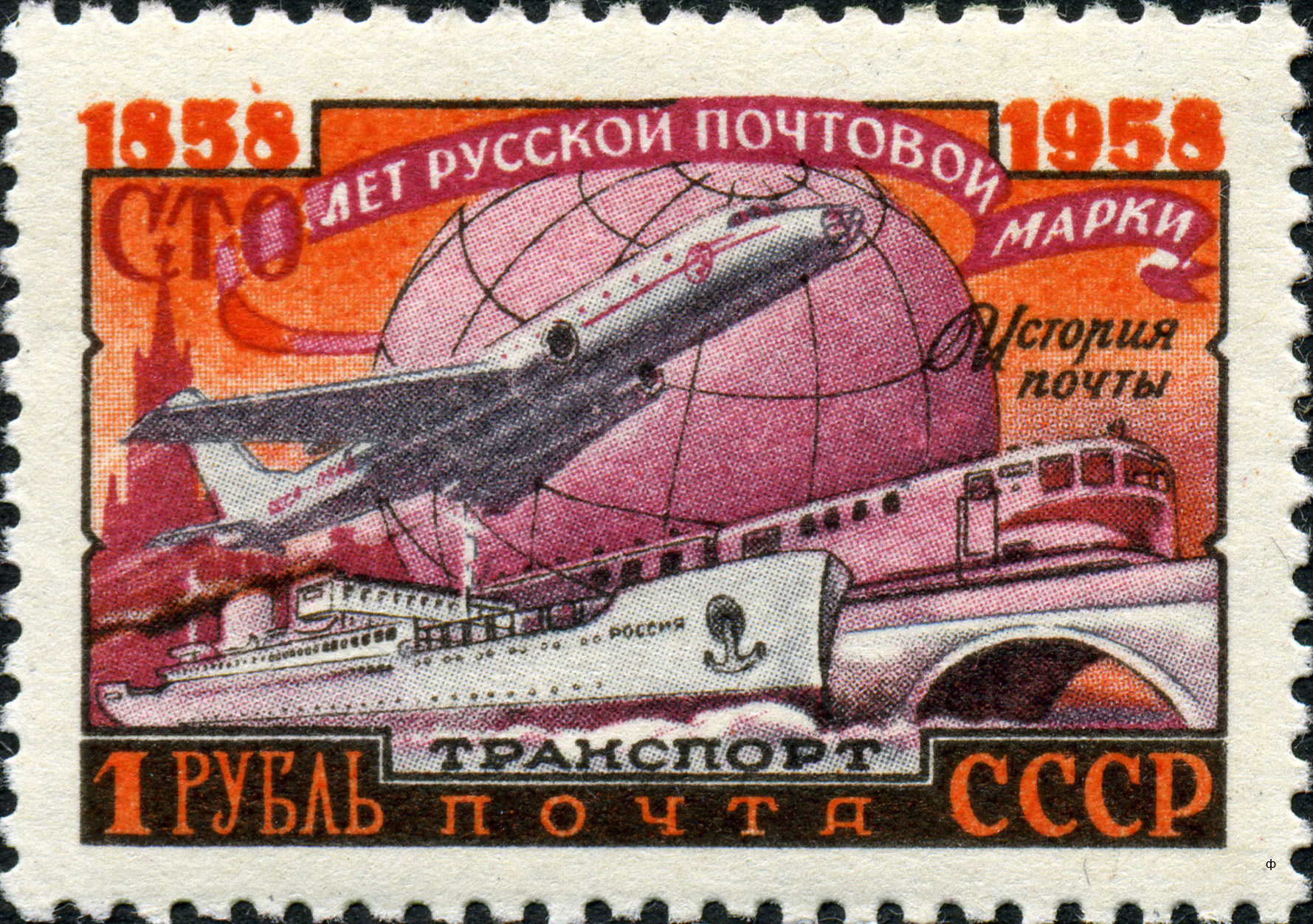
Un rouble, 1958
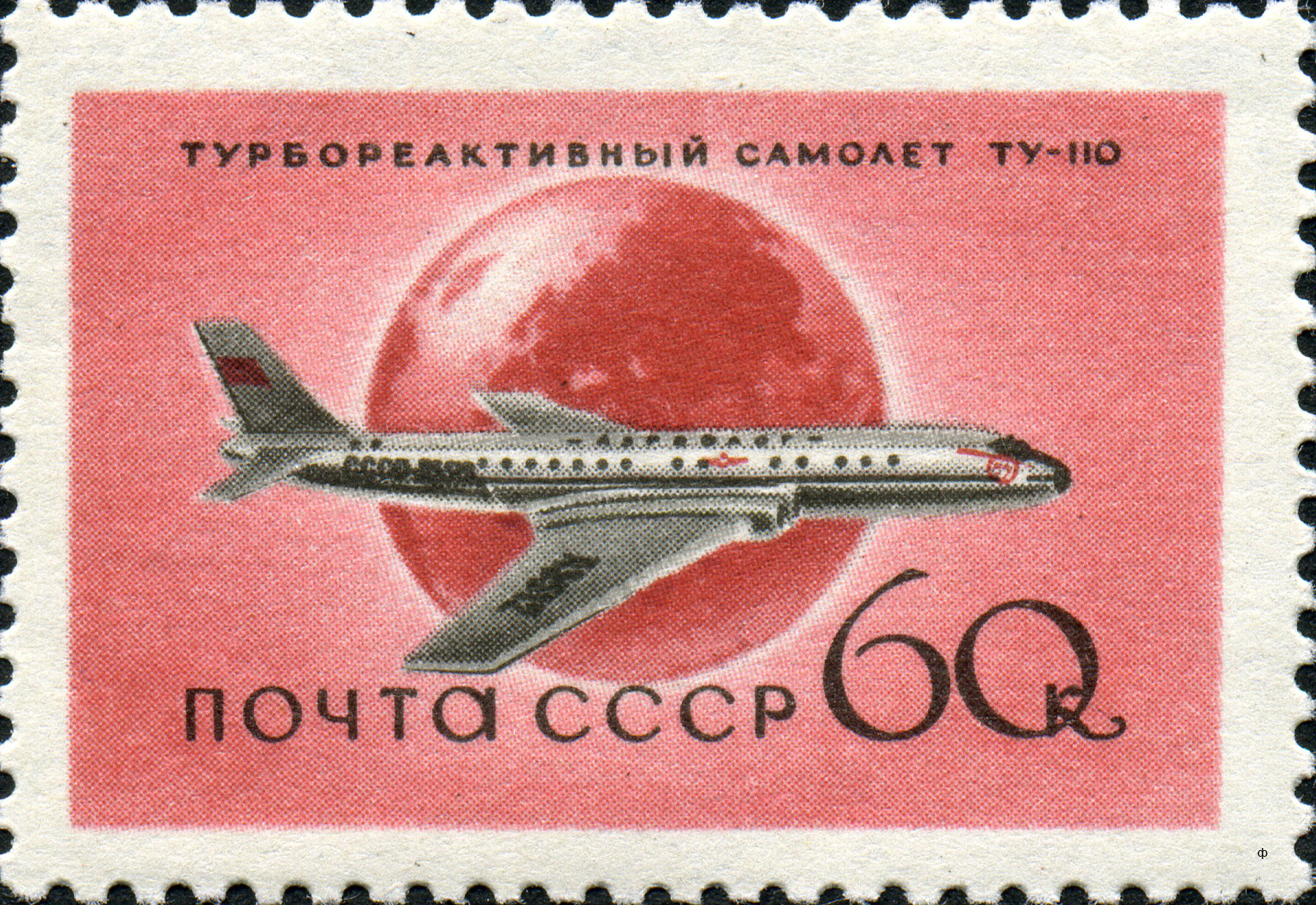
60 kopecks, 1958 (Tu-110)
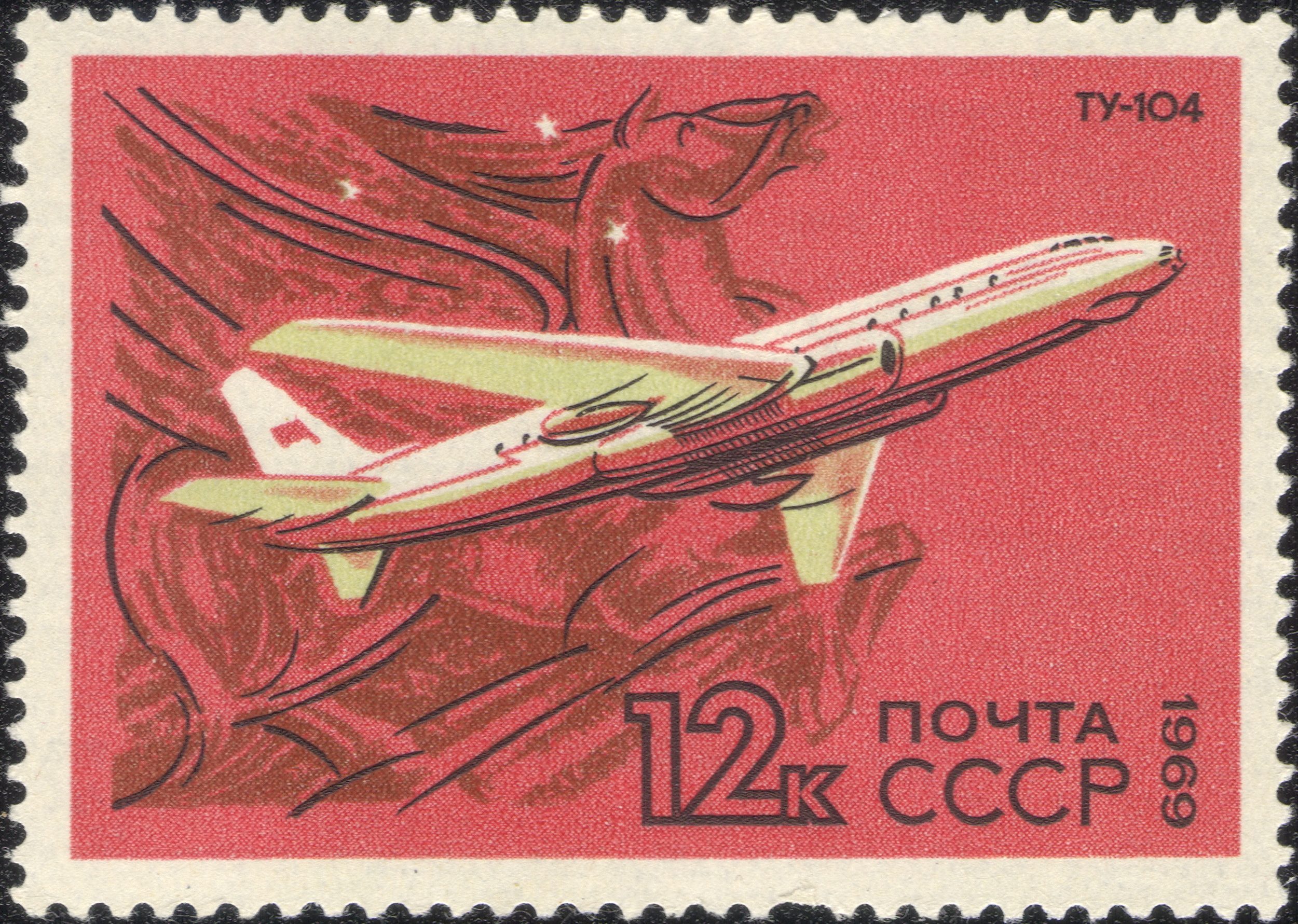
12 kopeks, 1969

### Cinéma
Dans le film tchèque V šest ráno na letišti (en français : Six heures à l'aéroport), sorti en 1957, un petit garçon tchécoslovaque se cache dans un Tu-104 en partance pour Moscou et arrive en plein festival mondial de la jeunesse et des étudiants. Le Tu-104 joue un rôle important dans ce film et figure sur son affiche,.
Un autre film tchèque, Cirkus v cirkuse (en français : Un cirque dans le cirque), de 1976, fait apparaître un Tu-104A. Il est supposé, dans le film, être un avion italien, et a donc reçu de façon fictive les couleurs d'Alitalia.
Le film britannique Jet Storm (1959) montre un Tu-104, utilisé dans le film pour une liaison entre Londres et New York, ce qui est doublement impossible : le Tu-104 n'était pas utilisé hors du bloc de l'Est et n'avait pas l'autonomie nécessaire pour un tel vol.

### Galerie médias

Tupolev Tu-104
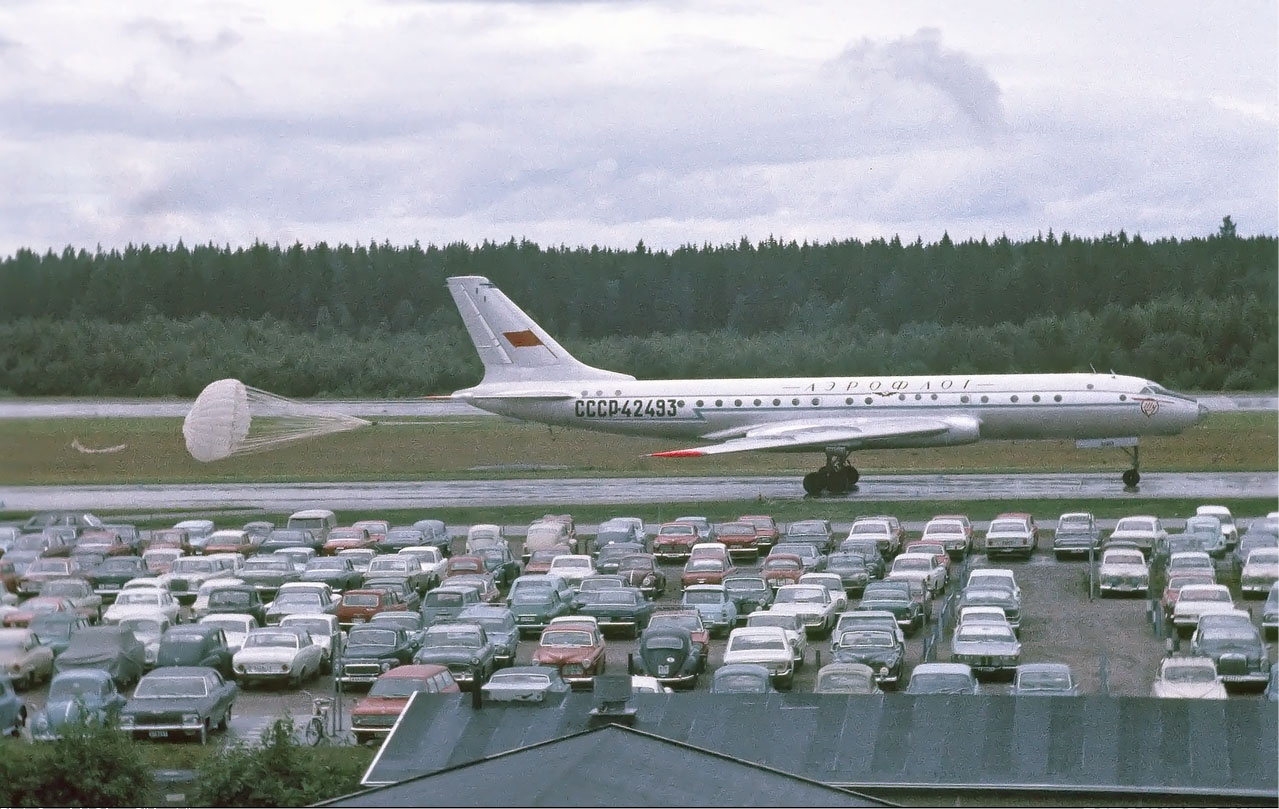
Arrivant sur la piste, l'avion est freiné par parachute.
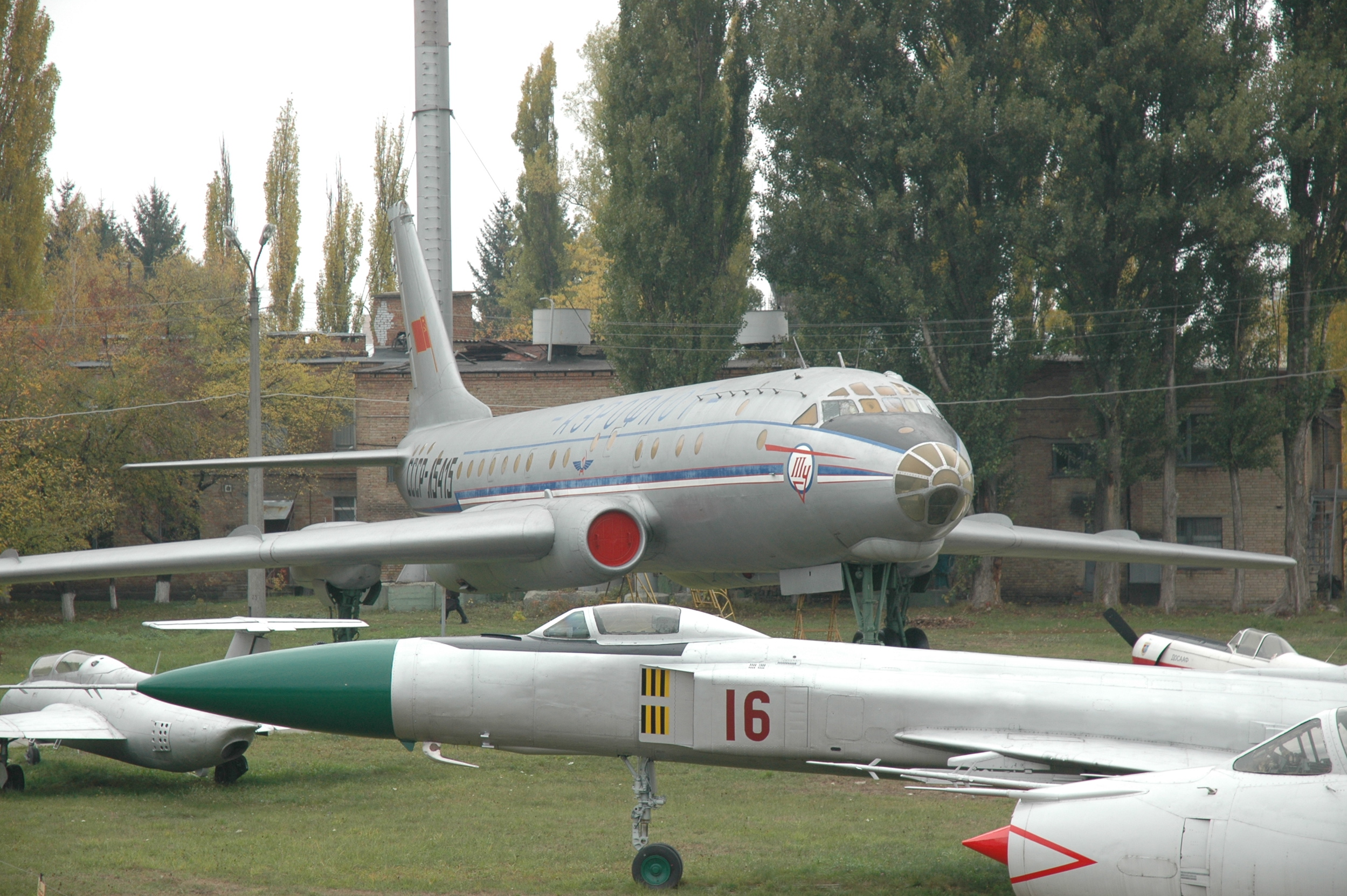
Vue avant.
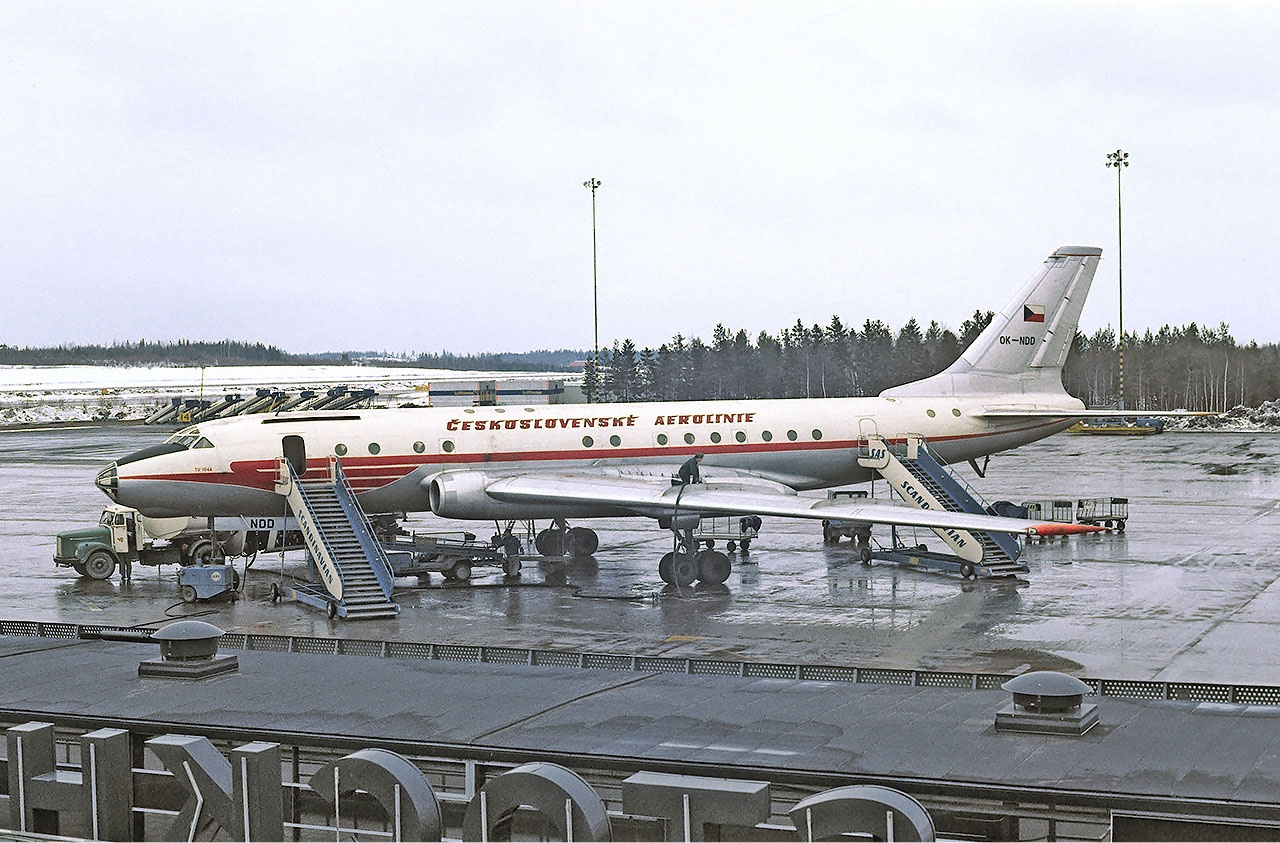
Appareil tchèque.
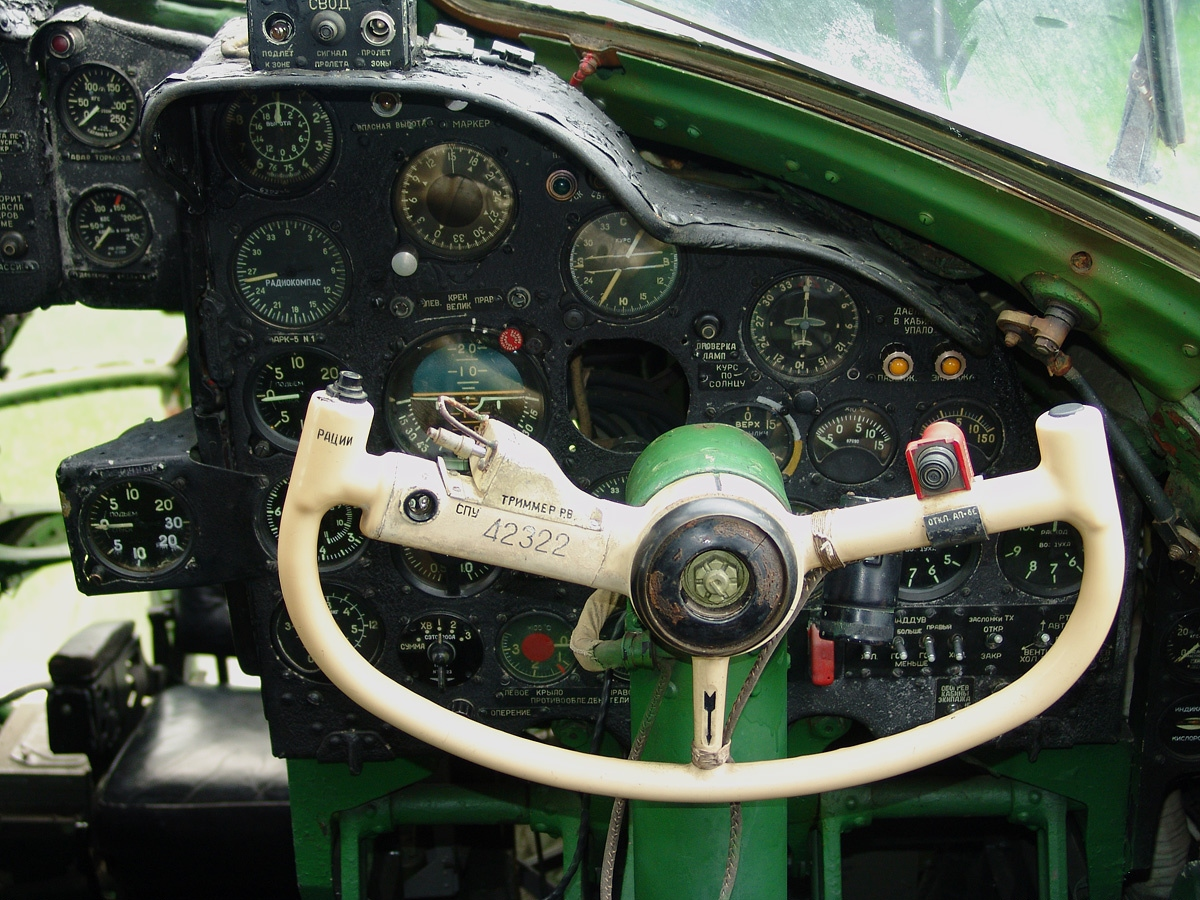
Poste de pilotage.
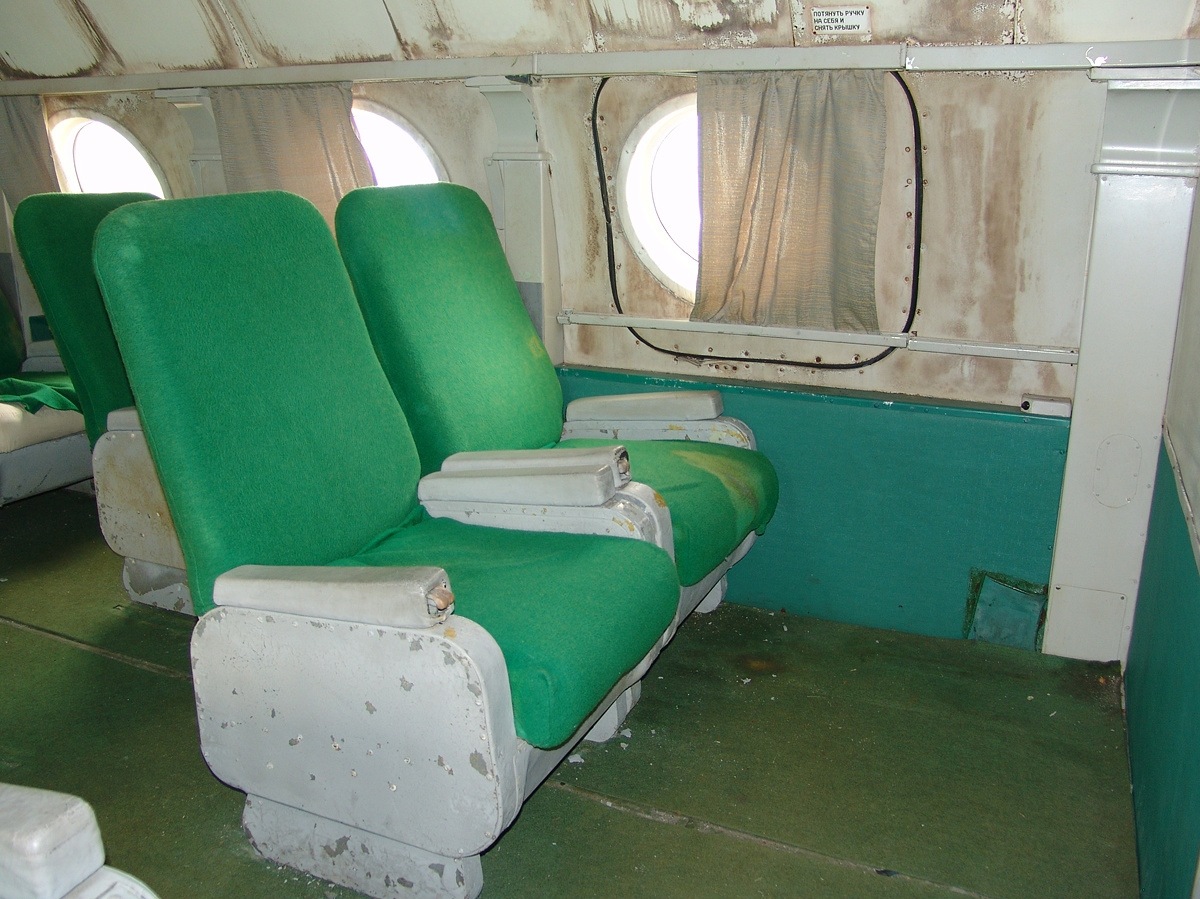
Cabine
- Arrivée d'un Tu-104 à Schiphol.
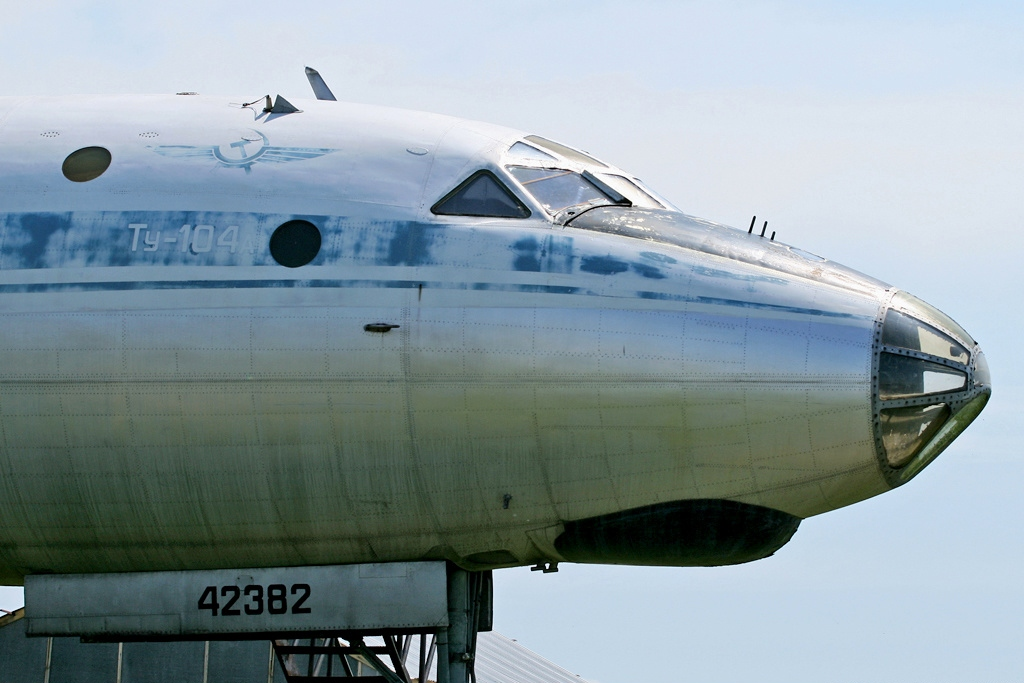
Nez de l'avion. Le dôme noir contient le radar.